# Acalypha rapensis
Acalypha rapensis là một loài thực vật có hoa trong họ Đại kích. Loài này được F.Br. mô tả khoa học đầu tiên năm 1935.